# العلاقات الأنغولية التشيكية
العلاقات الأنغولية التشيكية هي العلاقات الثنائية التي تجمع بين أنغولا والتشيك.

## مقارنة بين البلدين
هذه مقارنة عامة ومرجعية للدولتين:
| وجه المقارنة                                              | أنغولا           | التشيك                                                                            |
| --------------------------------------------------------- | ---------------- | --------------------------------------------------------------------------------- |
| المساحة (كم2)                                             | 1.25 مليون       | 78.87 ألف                                                                         |
| عدد السكان (نسمة)                                         | 29.78 مليون      | 10.52 مليون                                                                       |
| الكثافة السكانية (ن./كم²)                                 | 23.82            | 133.38                                                                            |
| العاصمة                                                   | لواندا           | براغ                                                                              |
| اللغة الرسمية                                             | اللغة البرتغالية | اللغة التشيكية                                                                    |
| العملة                                                    | كوانزا أنغولي    | كرونة تشيكية، كرونة تشيكوسلوفاكية                                                 |
| الناتج المحلي الإجمالي (بليون دولار)                      | 124.21 مليار     | 215.73 مليار                                                                      |
| الناتج المحلي الإجمالي (تعادل القوة الشرائية) بليون دولار | 184.83 مليار     | 356.15 مليار                                                                      |
| الناتج المحلي الإجمالي الاسمي للفرد دولار أمريكي          | 4.10 ألف         | 17.55 ألف                                                                         |
| الناتج المحلي الإجمالي للفرد دولار أمريكي                 |                  | 31.19 ألف                                                                         |
| مؤشر التنمية البشرية                                      | 0.533            | 0.878                                                                             |
| رمز المكالمات الدولي                                      | +244             | +420                                                                              |
| رمز الإنترنت                                              | .ao              | .cz                                                                               |
| المنطقة الزمنية                                           | ت ع م+01:00      | ت ع م+01:00، ت ع م+02:00، توقيت وسط أوروبا، توقيت وسط أوروبا الصيفي، أوروبا/براغ ‏ |

## منظمات دولية مشتركة
يشترك البلدان في عضوية مجموعة من المنظمات الدولية، منها:
| علم المنظمة | اسم المنظمة                        | تاريخ انضمام أنغولا | تاريخ انضمام التشيك |
| ----------- | ---------------------------------- | ------------------- | ------------------- |
|             | منظمة الشرطة الجنائية الدولية      | ?                   | ?                   |
|             | منظمة التجارة العالمية             | ?                   | ?                   |
|             | منظمة حظر الأسلحة الكيميائية       | ?                   | ?                   |
|             | مؤسسة التمويل الدولية              | 19 سبتمبر 1989      | 1993                |
|             | يونسكو                             | 11 مارس 1977        | 22 فبراير 1993      |
|             | البنك الدولي للإنشاء والتعمير      | 19 سبتمبر 1989      | 1993                |
|             | مؤسسة التنمية الدولية              | 19 سبتمبر 1989      | 1993                |
|             | الأمم المتحدة                      | 1 ديسمبر 1976       | 19 يناير 1993       |
|             | وكالة ضمان الاستثمار متعدد الأطراف | 19 سبتمبر 1989      | 1993                |
|             | الاتحاد الدولي للاتصالات           | 13 أكتوبر 1976      | 1993                |
|             | الاتحاد البريدي العالمي            | ?                   | ?                   |

## وصلات خارجية
- موقع وزارة الخارجية الأنغولية
- موقع وزارة الخارجية التشيكية